# Lua Blanco
Lua Maria Blanco (née le 5 mars 1987 à São Paulo) est une chanteuse, actrice, auteure-compositrice et vlogueuse brésilienne. Elle a tenu le rôle principal de la telenovela Rebelde (version brésilienne du feuilleton mexicain Rebelde) et a également tourné dans les séries Malhação et Três Irmãs.

## Carrière
Elle est la nièce du musicien Billy Blanco (pt), décédé en 2011, une des plus grandes icônes de la bossa nova. Elle est la sœur de Pedro Sol, Ana Terra, Estrela Blanco, Daniel Céu et Marisol Blanco.
Elle a été la chanteuse du groupe Lágrima Flor et présentatrice de l'émission télévisée Globinho en 2009.
Après sa première apparition sur la chaîne de télévision Rede Globo, c'est sur Rede Record que Lua Blanco accède à la célébrité comme actrice principale de la série à succès Rebelde. La telenovela donne naissance à un groupe de musique appelé RebeldeS, au sein duquel elle donne des spectacles dans tout le Brésil, avec les cinq autres protagonistes du feuilleton.
En 2013, elle participe à la série Pecado Mortal (« péché mortel »), où elle joue le personnage de Silvinha qui subit un viol.
Début 2014, elle est sélectionnée pour faire partie du casting de la comédie musicale Se Eu Fosse Você, dans le rôle de Bia, la fille des protagonistes Helena (Cláudia Netto) et Claudio (Nelson Freitas).
En mars 2016 sort son premier album studio, intitulé Mão pas de Sonho, avec les singles : Eu e o Tempo, O Mundo Todo et Perde Tudo.

## Filmographie

### Télévision
| Année     | Titre         | Caractère                    |
| --------- | ------------- | ---------------------------- |
| 2008      | Três Irmãs    | Luana "Lua"                  |
| 2009      | Malhação      | Joe                          |
| 2011-2012 | Rebelde       | Roberta Messi                |
| 2013-2014 | Pecado Mortal | Silvia "Silvinha" de Almeida |

### Films
| Année | Titre           | Personnage |
| ----- | --------------- | ---------- |
| 2011  | Teus Olhos Meus | Taila      |
| 2016  | Turbulência     | Paula      |

## Théâtre
| Anno | Titolo                              | Personaggio |
| ---- | ----------------------------------- | ----------- |
| 2008 | Romeu & Isolda                      | Isolda      |
| 2009 | O Despertar da Primavera            | Mariana     |
| 2013 | Stand Up                            | Anne        |
| 2013 | As Coisas Que Fizemos e Não Fazemos | Paula       |
| 2013 | Tudo Por Um Popstar                 | Lei stessa  |
| 2014 | Se Eu Fosse Você - O Musical        | Bia         |
| 2014 | Deu Branco                          | Lei stessa  |
| 2015 | 5 Contra Nem 1                      | Lei stessa  |
| 2015 | Primeiro Sinal                      | Nina        |

## Discographie
- Mão no Sonho (2016)

### Tournées
- Mão no Sonho Tour (2016 - en activité)